# Fort Kolejowy w Toruniu
Fort Kolejowy w Toruniu (zwany również jako Fort XVI, nm. Eisenbahnfort) – fort artyleryjski wchodzący w skład Twierdzy Toruń. Znajduje się przy ul. Rudackiej 15-27.
Budowa obiektu trwała w latach 1863–1866. Jest to jedyny sześcioboczny fort na obszarze miasta. Zbudowano go dla bezpośredniej obrony mostu kolejowego oraz linii kolejowej Toruń–Warszawa. Ogień artyleryjski sięgał do Kaszczorka, Czerniewic i Brzozy Toruńskiej. W 1912 roku w celu wzmocnienia fortu wybudowano trzy stanowiska betonowe. Po 1920 roku wyposażenie fortu zabrały wojska niemieckie. W latach 1920–1925 nie przeprowadzono prac budowlanych, dokonano tylko drobnego remontu konserwacyjnego. W latach 1922–1925 fort zajmowała Flotylla Wiślana, następnie obiekt oddano 63 Toruńskiemu Pułkowi Piechoty.